# Третья линия (Самара)
Третья линия Самарского метрополитена — отменённый проект третьей линии Самарского метрополитена, окончательная трассировка и названия станций которой документально не были утверждены. В 2022 году при пересмотре Генерального плана Самары от строительства было решено отказаться.

## История

### Планы развития А. Г. Моргуна
Строительство в Самаре третьей линии метрополитена в район «Заречья» с мостовым переходом через реку Самару планировалось ещё на первом этапе в схеме метростроительства 1977 года. Новый жилой квартал, рассчитанный на 300 тысяч человек, продуманный главным архитектором Самары Алексеем Моргуном, принимавшим активное участие в проектировании станций первой линии метро, не мог остаться без современного транспорта. Поэтому трасса третьей линии была внесена архитектором в его книгу о перспективах развития Самары.
После начала снижения численности населения города от строительства Самарского Заречья отказались — исчезла и потребность в строительстве линии через реку Самару.

## Современный план развития
Идея строительства третьей линии снова начала рассматриваться под воздействием национального проекта «Доступное жильё», восстановившего планы освоения Самарского Заречья. Кроме того, через реку Самару по новому генеральному плану города, будет построена автодорога, продолженная через реку Самару мостовым переходом и выходящая в Самарское Заречье. По аналогии с рядом известных проектов строительства метрополитеновских мостов (в Нижнем Новгороде, Омске, Москве), было предложено сделать мост двухэтажным — пустив по верхнему ярусу автотрассу, а по нижнему ярусу — метрополитен. Такой подход позволит сэкономить средства и время на строительстве третьей линии метрополитена, место для депо которой уже внесено в новый генеральный план Самары.
Линия метро должна была пройти от Московского шоссе через ул. Гагарина, Партизанскую, Верхне-Карьерную, через реку Самару, вдоль Южного шоссе, через Уральскую, Утёвскую до Долотного переулка, в районе пересечения с Пугачёвским трактом.
По последнему проекту станции третьей линии самарского метро должны были появиться в Советском и Куйбышевском районах города, а также в Волжском районе: в месте пересечения Московского шоссе, проспекта Карла Маркса и ул. Гагарина, а также на ул. Партизанской — у пересечения с ул. Аэродромной, и в посёлке Толевом. Вдоль Южного шоссе предлагали построить две станции, одну из них — в Южном городе, за торговым центром «Амбар». Конечная станция планировалась в районе пересечения Пугачёвского тракта с Долотным переулком.
Планировалось построить электродепо ТЧ-3 «Зареченское» на территории перспективного микрорайона «Самарское Заречье».
В проекте третьей линии были пересадочные станции с переходами на первую линию — на станции «Гагаринская» и на вторую  — на станции «Орловская». На станции «Гагаринская» был построен задел под переход на будущую станцию «Гагаринская-2».

### Метромост
В соответствии с Генпланом Самары линия должна была пройти в перспективный район Самарское Заречье посредством метромоста.

III очередь метрополитена предусматривает строительство метромоста через реку Самару и соединение массива жилищной застройки «Самарское Заречье», в котором планируется размещение электродепо, со станцией «Орловская» (центральный автовокзал) через станцию «Гагаринская» (пересадочная) по ул. Революционной и продление линии, в перспективе, до пр. Кирова. III очередь метрополитена обеспечит скоростным общественным транспортом район перспективной массовой застройки со всеми, посредством пересадочных станций, районами города.

### Строительство
Строительство третьей линии метрополитена предполагалось начать не раньше начала массового строительства в районе «Заречье» (современный «Южный город»). Первый пусковый участок должен был включить в себя в том числе метромост.